# Laemostenus sciakyi
Laemostenus sciakyi is een keversoort uit de familie van de loopkevers (Carabidae). De wetenschappelijke naam van de soort is voor het eerst geldig gepubliceerd in 1999 door Casale & Vigna Taglianti.